# Nunnehi
Nunnehi (Nunne'hi, Nvne'hi, Nvnehi, Nanehi, Nanye-hi, Nanyehi; eng. naziv  Travelers) Nunnehi su nadnaravna rasa duhova koja je prijateljski raspoložena prema ljudima, posebice prema plemenu Cherokee. Nunnehi su vrlo jaki i ponekad posreduju u borbi u ime Cherokeeja. Nunnehi su obično nevidljivi, ali ponekad se pokažu ljudima koji im se sviđaju, pojavljujući se kao ljudski ratnici kraljevskog izgleda. U nekim Cherokee legendama, Nunnehi su opisani kao mali ljudi poput Yunwi Tsunsdija, koji se pojavljuju kao minijaturni ratnici. U drugima su ljudske veličine i građe, ali imaju nezemaljski izgled. Ime Nunnehi znači "putnik" ili "onaj koji obilazi".